# Агенты «Щ.И.Т.» (5-й сезон)
Пятый сезон американского телесериала «Агенты „Щ.И.Т.“», основанного на одноимённой организации из Marvel Comics. Пятый сезон сосредоточен на том, что Фил Колсон и другие агенты «Щ.И.Т.» и их союзники пытаются спасти мир от апокалиптического будущего. Действие сериала разворачивается в рамках кинематографической вселенной Marvel (КВМ) и он подтверждает непрерывность фильмов франшизы. Производством сезона занимались ABC Studios, Marvel Television и Mutant Enemy Productions, а в качестве шоураннеров выступили Джед Уидон, Морисса Танчароен и Джеффри Белл.
Кларк Грегг вновь исполняет роль Колсона из серии фильмов, и вместе с ним также снимаются члены основного актёрского состава сериала Минг-На Вен, Хлоя Беннет, Иэн Де Кэскер, Элизабет Хенстридж и Генри Симмонс. К ним также присоединилась Наталия Кордова-Бакли , которую повысили после её повторяющейся роли с третьего сезона. Пятый сезон был заказан в мае 2017 года. Из-за своего графика вещания, сезон был разделён на два «модуля»: в первом команда «Щ.И.Т.» перенесена в будущее, в котором Земля была уничтожена; во втором они пытаются предотвратить это будущее в настоящем. Окончание сезона совпадает с событиями фильма «Мстители: Война бесконечности» (2018). Этот сезон включает в себя 100-й эпизод сериала, а также режиссёрский дебют Грегга в сериале.
Премьера пятого сезона состоялась 1 декабря 2017 года на канале ABC, и он продолжался в течение 22 эпизодов до 18 мая 2018 года. Двухсерийная премьера сезона дебютировала с 2,54 миллионами зрителей, что ознаменовало значительный спад по сравнению с предыдущими сезонами. Несмотря на стабильно низкую зрительскую аудиторию, реакция критиков на сезон была положительной, и многие хвалили сериал за его амбициозность, с особой похвалой за футуристическую космическую обстановку в первой половине и его исследование путешествия во времени. Сериал был продлён на шестой сезон в мае 2018 года.

## Эпизоды
| № общий | № в сезоне | Название                                                  | Режиссёр                   | Автор сценария                               | Дата премьеры   | Зрители США (млн) |
| --- | ---------- | --------------------------------------------------------- | -------------------------- | -------------------------------------------- | --------------- | ----------------- |
| 8990 | 12         | «Ориентация» «Orientation»                                | Джесси Бочко Дэвид Соломон | Джед Уидон и Морисса Танчароен Д. Дж. Дойл   | 1 декабря 2017  | 2,54              |
| 2091 год. Колсон и команда, кроме Лео Фитца, обнаруживают себя в космосе, сталкиваясь с хищным вреллнексианином, который убивает Вёрджила, сказавшего Филу, что агенты прибыли спасти человечество. Команда сталкивается с Крии, из рук которых их хитростью вытаскивает наёмник и торговец Дик Шоу. В разговоре с ним Колсон понимает, что белый Монолит переместил их не через пространство, а через время, в то время, как Мэй и Симмонс, угнавшие космический корабль, видят расколотую на множество осколков Землю... Земля была уничтожена Дрожью, о чём Дейзи Джонсон узнаёт, пройдя в Скелет, где временами просиживает Дик. В это время Тесс, одна из многих выживших людей из колонии, помогает Колсону, Мэй, Джемме, Маку и Елене. Хитрый торговец Грилл вживляет Колсону, Маку и Елене импланты. Когда Симмонс пытается помочь раненому прислужнику Крии из людей, её забирают к Касиусу, командующему Крии. Он внедряет в её организм серую слизь, после чего Джемма становится его прислужницей. Появившиеся персонажи: Дик Шоу, Тесс, Грилл, Касиус, Синара, Эва. |            |                                                           |                            |                                              |                 |                   |
| 91 | 3          | «Потраченная жизнь» «A Life Spent»                        | Кевин Хукс                 | Нора Цукерман и Лилла Цукерман               | 8 декабря 2017  | 1,93              |
| Симмонс приказано помочь молодому нелюдю по имени Эбби обуздать свою силу — контроль плотности собственного тела. Касиус демонстрирует Эбби в бою и продаёт её Леди Баше, после чего ловит Дейзи с помощью Дика. Тем временем, Колсон, Мэй, Мак и Тесс летят к осколку Земли, откуда отражаются радиосигналы, и приходят к выводу, что они с поверхности планеты. Чтобы спасти свои жизни, они подставляют помощника Грилла Зева, и того высаживают на Землю, где его убивают вреллнексиане. |            |                                                           |                            |                                              |                 |                   |
| 92 | 4          | «Заработанная жизнь» «A Life Earned»                      | Стэн Брукс                 | Дрю З. Гринберг                              | 15 декабря 2017 | 1,84              |
| Грилл поручает Маку заставить его должника Ганнера вернуть долг. Мак и Елена угрожают ему, но понимают, что Ганнер не платил, так как у него появился ребёнок, купленный у Крии. Дик, Колсон и Мэй проникают на Станцию 35, где также видят новорождённого. Дик объясняет, что через еду Крии стерилизовали всех, так как синекожие пытаются вывести новых нелюдей для Касиуса, а затем раскрывается, что он продал Дейзи, и Колсон забирает у него плату, отдав её Ганнеру и заперев Дика, но оставив Мэй на бой с Синарой. После избиения Ганнера из-за слов того, что Мак не достоин быть отцом, Мак разочаровывается в себе. Дейзи встречает владеющего телепатией нелюдя Бена. Он говорит Дейзи, что Касиус хочет уничтожить Маяк после своего ухода, и на демонстрации Дрожи другим инопланетным расам появляется Лео Фитц... |            |                                                           |                            |                                              |                 |                   |
| 93 | 5          | «Перемотка» «Rewind»                                      | Джесси Бочко               | Крэйг Титли                                  | 22 декабря 2017 | 2,40              |
| В июне 2017 года всю команду за исключением Фитца отправили в будущее. Фитца арестовывают военные и допрашивают на протяжении полугода, предоставляя ему все нужные ресурсы, чтобы он мог спасти команду, но безуспешно. Тогда его спасает Лэнс Хантер, и вместе они находят Инока, который и отправил агентов Щ.И.Т.а в будущее. Пришелец желает помочь им и приводит Фитца и Хантера к Робин, дочери погибшего Чарльза Хинтона, который мог предсказывать будущие трагедии. Она обладает схожими способностями, но показывает будущее в рисунках. Все отправляются в бункер Маяк. Инок говорит, что прибыл на Землю в капсуле 30 000 лет назад, и, чтобы найти эту капсулу, Фитц и Хантер возвращаются на военную базу, откуда забирают и Зефир-1. Фитц уложен в криогенный сон на 74 года, где в будущем его должен разбудить Инок. Появившиеся персонажи: Генерал Хейл. |            |                                                           |                            |                                              |                 |                   |
| 94 | 6          | «Развлечения и игры» «Fun & Games»                        | Кларк Грегг                | Брент Флетчер                                | 5 января 2018   | 2,49              |
| На показ сил нелюдей прибывает множество инопланетных представителей со всей галактики. Бен сражается с Мэй и побеждает, после чего её отправляют на поверхность планеты, куда за ней следует Инок. Бена же убивают за помощь Дейзи. Фитц, скрывающийся под именем Бошток Марадёр, делает оглушённой Симмонс предложение руки и сердца, но Джемма его не слышит. На втором бою, где Разрушительницу Миров хочет выкупить брат Касиуса, Дейзи бьётся с Синарой и, победив, устраивает удачный побег с Фитцом и Симмонс. Оба хотят жениться. В это же время, шестнадцатилетний Флинт проходит Терригенезис. С помощью новообретённых способностей он в самообороне убивает Грилла. За то, что Тесс не выдала местонахождение мальчика, её убивают. Повившиеся персонажи: Мастон-Дар. |            |                                                           |                            |                                              |                 |                   |
| 95 | 7          | «Вместе или никак» «Together or Not at All»               | Брэд Тёрнер                | Мэтт Оуэнс                                   | 12 января 2018  | 2,31              |
| На поверхности Инок спасает Мэй от Скакунов, которые, кажется, чем-то встревожены. Во время гравитационной бури их обоих хватает неизвестный в маске. В то время Фолнак отправляет своего телохранителя Мастон-Дара по следу сбежавших пленников, приказав вернуть ему Разрушительницу Миров. Тот же приказ получает и Синара от Кассиуса. Во время преследования воин Крии ранит Фитца, но на помощь Лео, Джемме и Дейзи приходит Дик, сумевший выбраться из заваренной каюты. Вместе они добираются до остальной команды. Флинт узнает о гибели Тесс и убивает одного из Крии. После чего его захватывает Синара, желающая использовать парня как приманку для Дрожи. Команда спасает подростка и сбегает через вентиляционную шахту при помощи устройства Дика. Колсон и остальные решают лететь на поверхность за ответами на вопросы о своём пребывании здесь, но Флинт отказывается идти с ними, так как хочет защищать людей на станции. Йо-Йо и Мак остаются вместе с ним, попутно узнавая у Фитца о тайнике с оружием. Колсон, Дейзи, Фитц, Симмонс и Дик улетают на шаттле, но почти сразу попадают в гравитационный шторм. Кассиус убивает Фолнака и просит Синару привести к нему Разрушительницу Миров, дабы вернуть расположение своего отца. Мэй и Инок обнаруживают себя в неком помещении с изображением символики «Щ.И.Т.а» на стенах. Их встречает постаревшая Робин Хинтон, которая говорит Мэй, что ждала этой встречи. |            |                                                           |                            |                                              |                 |                   |
| 96 | 8          | «Последний день» «The Last Day»                           | Нина Лопес-Коррадо         | Джеймс С. Оливер и Шарла Оливер              | 19 января 2018  | 2,41              |
| Сэм Восс, один из выживших на поверхности, приводит Колсона и остальных на Зефир-1, среди которых он узнаёт Дика Шоу, чьего отца Оуэна, построившего машину, переместившую агентов в 2091 год, знал Восс и позже убил, считая, что это предотвратит уничтожение планеты. Дик прознал об этом, но был вырублен Воссом, который позже убивает Робин Хинтон, которая в последние моменты своей жизни, успела поведать вырастившей её в альтернативной линии времени Мэй план по спасению Земли, который включает Флинта. Мак, Флинт и Елена спасают жителей Маяка от Врельнексианов, а Синара также прибывает на Зефир. |            |                                                           |                            |                                              |                 |                   |
| 97 | 9          | «Лучшие планы» «Best Laid Plans»                          | Гэрри А. Браун             | Джордж Китсон                                | 26 января 2018  | 2,27              |
| Команда использует находящийся в Зефире-1 гравитоний, чтобы попасть в космос, направляясь на Маяк. Дейзи и Дик убивают Синару, пробравшуюся на борт. На Маяке Мак, Елена, Флинт, Ганнер и прочие жители станции устраняют Крии одним за другим. Касиус отправляет послание в виде воскрешенной Тесс, которая должна вернуть ему Флинта. В итоге, Мак, Елена и Флинт эвакуируют выживших на нижние уровни Маяка, когда Касиус взрывает верхние, после чего из-за Мака лишается всех наработок по выведению нелюдей, что приводит его в ярость. |            |                                                           |                            |                                              |                 |                   |
| 98 | 10         | «Прошлая жизнь» «Past Life»                               | Эрик Ланёвилль             | Д. Дж. Дойл                                  | 2 февраля 2018  | 2,22              |
| События этой серий как и следующих восемь происходят параллельно с событиями фильма «Тор: Рагнарек». Касиус обнаруживает тело Синары. Он использует чёрную субстанцию, что усиливает маниакальные инстинкты человека, на Тае, тренере нелюдей, который нападает на Колсона и проигрывает, успев его ранить. Дейзи же отказывается возвращаться в настоящее, боясь уничтожить Землю, и Колсон вырубает её. Флинт воссоздаёт Монолит и вместе с Тесс покидает агентов. Йо-Йо встречает версию себя из будущего, провидицу Касиуса. Лишённая рук Елена говорит, что всему виной умирающий агент Колсон. Касиус убивает Елену из будущего на глазах у Мака, после чего использует субстанцию на себе. Он почти убивает Маккензи, но оказывается лишён слуха Джеммой, и Мак пронзает его топором. Дик и Инок ценой своих жизней дистанционно активируют Монолит, после чего Зефир-1 взрывается. Колсон, Мэй, Дейзи, Фитц, Симмонс, Мак и Елена возвращаются домой. В «послетитровой сцене» Флинт и Тесс летят на Одном из кораблей станции. Они решают использовать способности Флинта, чтобы отстроить Землю, используя за основу маленький глобус, принадлежавший погибшему Вёрджилу. |            |                                                           |                            |                                              |                 |                   |
| 99 | 11         | «Все удобства дома» «All the Comforts of Home»            | Кейт Вудс                  | Дрю З. Гринберг                              | 2 марта 2018    | 1,90              |
| Колсон, Мэй, Дейзи, Фитц, Симмонс, Мак, Йо-Йо и таинственным образом Дик возвращаются домой в 2017. Все, кроме Дейзи, отправляются в Миссури, где был активирован Маяк Улья, призывающий Крии на Землю. Там они встречают Пайпер, которая признаётся, что сдала их генералу Хейл. В засаде Елена лишается рук, что заставляет обманутую Пайпер вывести команду на базу. Тем временем, Дейзи вытаскивает напившегося Дика из полицейского участка. Кроником по имени Ной спасает Дейзи и Фитца от взрыва Маяка Улья, жертвуя собой. Солдатом, ранившим Йо-Йо, оказалась дочь генерала Руби. Появившиеся персонажи: Руби, Рик Стоунер. |            |                                                           |                            |                                              |                 |                   |
| 100 | 12         | «Реальная сделка» «The Real Deal»                         | Кевин Танчароен            | Джед Уидон, Морисса Танчароен и Джеффри Белл | 9 марта 2018    | 2,04              |
| Уничтожение трёх Монолитов вызывает открытие портала в другое измерение, как Фитц считает, в измерение «кошмаров». Начинают появляться неопознанные явления — кошмары членов команды: на Дика и Дейзи нападает Крии, ЖСМ Джемма неудачно пытается покончить с Йо-Йо. После раскрытия правды о сделке с Призрачным гонщиком и скорой смерти Фила, что сильно влияет на команду, Колсон принимает решение отправить себя на смертельную миссию по закрытию портала. Он видит мираж Майка Питерсона, который пытается убедить его, что всё, пережитое Колсоном за последние 5 лет, было просто мгновением смерти Колсона, пока тот лежит на столе после ранения от Локи. Колсона спасает настоящий Детлок, они оба сжимают разлом с помощью гравитония, попутно уничтожив миражи Лэша, Улья и врельнексианов. На Маяк прибывают оставшиеся агенты, верные Колсону, в том числе и спасшийся от АИДЫ агент Дэвис. На их свадьбе в лесу, созданном разломом, Фил объявляет Лео и Джемму мужем и женой, а генерал Хейл узнаёт, что Дик — потомок Фитца и Симмонс. Появившиеся персонажи: Кэндис Ли. |            |                                                           |                            |                                              |                 |                   |
| 101 | 13         | «Принципия» «Principia»                                   | Брэд Тёрнер                | Крэйг Титли                                  | 16 марта 2018   | 2,07              |
| Колсон, Дейзи и Мак, по наводке друга последнего, Тони Кейна, достают гравитоний из парящего в небе корабля «Принципия», чтобы закрыть разлом. Мак также приносит тело ЖСМ с руками для Йо-Йо. Вернер фон Штрукер, который после пытки в Машине Памяти и последующего удара током получил способность помнить всё, соглашается на предложение Руби вступить в команду одарённых. На Маяке Дик осознаёт, что является потомком Фитца и Симмонс. |            |                                                           |                            |                                              |                 |                   |
| 102 | 14         | «Комплекс дьявола» «The Devil Complex»                    | Нина Лопес-Коррадо         | Мэтт Оуэнс                                   | 23 марта 2018   | 2,07              |
| Фитц проводит всё время без сна, пытаясь использовать гравитоний для закрытия разлома. На Джемму нападает манифестация астронавта, а Фитц встречает самого себя, Доктора из Конструкции. Доктор похищает Дейзи, чтобы провести на ней операцию по извлечению ингибитора, блокирующего её способности, вырубает Дика, и посылает ЖСМ напасть на Мака и Йо-Йо. В то время, как Симмонс находит Фитца и Доктора, Фитц осознаёт, что Доктор был не проекцией разлома, а лишь его галлюцинацией. Дик и Джемма под дулом пистолета наблюдают, как обезумевший Фитц жестоко изымает ингибитор из шеи Дейзи, заставляет её использовать силы, чтобы поместить гравитоний в устройство, окончательно закрывшее разлом, после чего Фитц сдаётся. Дик говорит отчаявшейся Джемме, что он её внук. На Зефире-1 генерал Хейл, Крил и Антон Иванов похищают Колсона, оставив Зефир невредимым. Позже Хейл отчитывается перед некой фигурой, Ковасом, дающим ей одиум и произносящей фразу «Хайль Гидра». Появившиеся персонажи: Ковас. |            |                                                           |                            |                                              |                 |                   |
| 103 | 15         | «Проснись и пой» «Rise and Shine»                         | Джесси Бочко               | Иден Багдачи                                 | 31 марта 2018   | 1,88              |
| Флэшбэк. В юности Хейл училась в тайной школе Гидры вместе с Джаспером Ситуэллом и Вольфгангом фон Штрукером. В день выпуска Дэниел Уайтхолл говорит Хейл проникнуть в ряды ВВС США и то, что она должна дать жизнь ребёнку, который станет могущественнее Стива Роджерса. После подстрела Гленна Тэлбота Хейл похищает его, рассказывая, как после Битвы за Нью-Йорк «Гидра» установила контакт с Конфедерацией, альянсом рас космоса, которые хотят помочь землянам отбить скорую атаку пришельцев. Хейл планирует использовать Дейзи Джонсон в программе Уайтхолла «Разрушительница миров» вместо Руби и предлагает Колсону объединиться. Тот говорит, что её действия приведут к разрушению Земли, но она не верит ему. Дейзи отправляется за Робин, чтобы узнать, где Фил, а Джемма рассказывает Фитцу об их связях с Диком. Вернувшиеся из фильмов: Вольфганг фон Штрукер. |            |                                                           |                            |                                              |                 |                   |
| 104 | 16         | «Внутренние голоса» «Inside Voices»                       | Салли Ричардсон-Уитфилд    | Марк Лайтнер                                 | 7 апреля 2018   | 2,08              |
| Хейл решает использовать Крила для поглощения гравитония и в итоге Крил начинает видеть воспоминания доктора Франклина Холла. За ответами Поглотитель обращается к Колсону, который поведал ему правду о Тэлботе, которого они спасают. Колсон и Тэлбот телепортируются в заснеженный лес, а Крил схвачен Хейл во время драки с Руби. Дейзи узнаёт местоположение Колсона с помощью рисунка Робин. Симмонс и Йо-Йо обманом вытаскивают Фитца из клетки, заперев там Мака. Флэшбэк. 4 года назад Рейна предала Иэна Куинна, после чего бизнесмен был поглощён гравитонием. |            |                                                           |                            |                                              |                 |                   |
| 105 | 17         | «Медовый месяц» «The Honeymoon»                           | Гарри А.. Браун            | Джеймс С. Оливер и Шарла Оливер              | 14 апреля 2018  | 1,82              |
| Дейзи спасает Колсон и Тэлбота от преследования Руби, но Дик подстрелен. Его жизнь спасают Мак и Пайпер. Мэй высказывает недовольство к безрассудным поступкам Колсона и говорит, что любит его. В Англии, Фитц, Симмонс и Йо-Йо находят Инфузионную камеру Уайтхолла, охраняемую Антоном Ивановым, которого убивает Йо-Йо. Руби, запершая Хейл в своей комнате, и Вернер находят Фитца и Симмонс, заставив Фитца согласиться починить камеру взамен на жизнь Джеммы. Тэлбот звонит жене, которая под дулом пистолета Кэндис Ли, помощницы Хейл, произносит Гленну код подчинения Сунила Бакши. |            |                                                           |                            |                                              |                 |                   |
| 106 | 18         | «Все дороги ведут...» «All Roads Lead...»                 | Дженнифер Линч             | Джордж Китсон                                | 20 апреля 2018  | 1,67              |
| Фитц и Симмонс чинят камеру и Руби впитывает только восемь процентов гравитония, также начав слышать голоса Куинна и Холла. После случайного убийства Штрукера Руби начинает злиться на Хейл и Дейзи, пока Йо-Йо не убивает её, предотвратив, как она считает, разрушение Земли. На Маяке Тэлбот похищает Робин, усыпив её мать, но Колсону и Маку удаётся обезвредить его. |            |                                                           |                            |                                              |                 |                   |
| 107 | 19         | «Второй вариант» «Option Two»                             | Кевин Танчароен            | Нора Цукерман и Лилла Цукерман               | 27 апреля 2018  | 1,68              |
| События этого эпизода как и последующих трех происходят во время фильмов «Мстители: Война бесконечности» и «Человек-муравей и Оса». Инопланетный корабль Конфедерации завис над Маяком. Все входы и выходы блокируются и Мародёры Коваса проникают на Маяк, убивая агентов. Колсон, Мэй, Фитц, Мак и Дик обороняются в главном центре, пока Джемма, Дэвис и Пайпер охраняют Инфузионную камеру частиц, куда позже проникает Тэлбот и впитывает гравитоний, вырубив Джемму айсером. Тэлбот спасает команду, с помощью новообретённых способностей, убив всех Мародёров, после чего забирает Колсона и покидает базу. Дейзи, доверившая Робин и Полли Тони Кейну, у которого она взяла последнее устройство Сороконожки, начинает раскапывать могилу Дзяйин, своей покойной матери. |            |                                                           |                            |                                              |                 |                   |
| 108 | 20         | «Тот, кто спасёт нас всех» «The One Who Will Save Us All» | Шери Гирхарт               | Брент Флетчер                                | 4 мая 2018      | 1,65              |
| Фитц пытается извиниться перед Маком, в то время как Дейзи дерётся с Йо-Йо из-за разногласий девушек. Позже Дик говорит Дейзи, что он внук Фитца и Симмонс. Тэлбот доставляет Колсона на корабль Конфедерации, где Гленн силой заставляет Коваса и реморатов подчиниться ему. На собрании членов Конфедерации Тэлбот заявляет, что он спаситель человечества, после чего Тариан, отец Касиуса и Фолнака, сообщает ему об угрозе, исходящей от приближающегося к Земле безумного титана Таноса и его Чёрного ордена. Колсон пытается вразумить Гленна и Гравитон убивает Хейл, пытавшуюся спасти Дейзи и Мэй. |            |                                                           |                            |                                              |                 |                   |
| 109 | 21         | «Сила гравитации» «The Force of Gravity»                  | Кевин Танчароен            | Дрю З. Гринберг и Крэйг Титли                | 11 мая 2018     | 1,94              |
| Тэлбот убивает агента Кима и отправляется на Землю к своей семье. Сначала он поглощает Карла Крила, после чего пытается сделать то же самое со своей женой Карлой, но маленький Джордж останавливает отца и Гравитон похищает семью Хинтон, чтобы узнать, где находится больше гравитония. Дейзи вырывается из контроля Тариана, после чего находит Колсона, Мэй и Дика. Пока Колсон прикрывает Мэй и целует её, Дик перенаправляет ракеты Конфедерации на их корабль, убив всех реморатов, включая Коваса. Фитц и Симмонс придумывают план по нейтрализации Гравитона с помощью одиума, но из-за нехватки нужных материалов команде предстоит решить: остановить Тэлбота и спасти мир или же помочь умирающему Колсону. |            |                                                           |                            |                                              |                 |                   |
| 110 | 22         | «Конец» «The End»                                         | Джед Уидон                 | Джед Уидон и Морисса Танчароен               | 18 мая 2018     | 1,88              |
| Начинаются разногласия в команде и, в итоге, Мэй разбивает колбу с одиумом. Дик просит Дейзи собрать команду. Тэлбот, узнав нужную информацию от Робин, начинает разрушение Чикаго. Колсон, всё же не принявший сыворотку Многоножки, просит Дейзи остановить Гравитона. Она пытается вразумить Гленна, но, поняв, что он уже не тот человек, кем был прежде, начинает с ним сражение. Мак и Мэй спасают Полли и Робин, но Фитца давит насмерть обломками здания. Он умирает в окружении Мака и Мэй. Дейзи использует на себе сыворотку Многоножки, спрятанную Филом в её перчатке, и создаёт волну, отбросившую Тэлбота в космос, где он мгновенно замерзает и погибает. Временная петля прервана. Колсон прощается со всеми и решает провести свои последние дни на Таити вместе с Мэй, пока ставший директором Мак, Йо-Йо, Дейзи, Пайпер, Дэвис и Джемма отправляются на новые приключения. Джемма решает найти Фитца из настоящего, который до сих пор находится в криогенном сне. |            |                                                           |                            |                                              |                 |                   |

## Актёры и персонажи
| - Кларк Грегг — Фил Колсон - Минг-На Вен — Мелинда Мэй - Хлоя Беннет — Дейзи Джонсон / Дрожь - Иэн Де Кэскер — Лео Фитц - Элизабет Хенстридж — Джемма Симмонс - Генри Симмонс — Альфонсо «Мак» Маккензи - Наталия Кордова-Бакли — Елена «Йо-Йо» Родригес | - Джефф Уорд — Дик Шоу - Джоэл Стоффер — Инок - Ив Харлоу — Тесс - Доминик Рэйнс — Касиус - Флоранс Февр — Синара - Пруитт Тейлор Винс — Грилл - Кой Стюарт — Флинт - Кэтрин Дент — Хейл - Лола Глодини — Полли Хинтон - Лекси Колкер — Робин Хинтон - Дав Кэмерон — Руби Хейл - Брайан Патрик Уэйд — Карл Крил - Бриана Венскус — Пайпер - Максимилиан Осински — Дэвис - Спенсер Трит Кларк — Вернер фон Штрукер - Питер Менса — Ковас - Эдриан Пасдар — Гленн Тэлбот / Гравитон | - Ник Блад — Лэнс Хантер - Патрик Уорбёртон — Рик Стоунер - Дж. Огаст Ричардс — Майк Питерсон / Детлок - Зак Макгоуэн — Антон Иванов / Главный - Рид Даймонд — Дэниел Уайтхолл - Адам Фэйзон — Джаспер Ситуэлл - Джои Дефор — Вольфганг фон Штрукер - Рут Негга — Рейна - Дэвид Корнад — Иэн Куинн |

## Производство

### Разработка
В январе 2017 года, не задолго до премьеры середины четвёртого сезона, Ченнинг Данги из ABC сказала, что она «очень оптимистично» относится к будущему «Щ.И.Т.а», чувствуя, что «эпизоды просто продолжают становиться лучше и сильнее». 11 мая сериал был продлён на пятый сезон из 22 эпизодов, и продвигаясь вперёд ABC стремилось снизить стоимость сериала за счёт сокращения своего бюджета и лицензионного сбора. На вопрос, рассматривала ли она возможность заказать сезон с более коротким количеством эпизодов, Данги отметила, что каждый сезон сериала был длиной в 22 эпизода, и она чувствовала, что его предыдущий успех в отложенной аудитории и за рубежом оправдывает продолжение этого. Она добавила, что «шоу продолжает творчески развиваться с каждым сезоном. Я чувствую, что прошлый сезон был самым сильным в творческом плане. Я очень взволнована тем, что мы запланировали на 5-й сезон». Сообщалось, что Disney, материнская компания Marvel Television, ABC Studios и ABC, дало ABC мандат на продление «Агентов „Щ.И.Т.“», «несмотря на желание некоторых людей с канала закончить сериал».

### Сценарий
В мае 2017 года, ещё до продления на пятый сезон, шоураннер и исполнительный продюсер Джед Уидон сказал, что сценаристы не были уверены, что произойдёт в этом сезоне, и что он будет «без какого-либо чёткого плана». Сезон исследует последствия сделки, которую Фил Колсон заключил с Призрачным гонщиком в конце предыдущего сезона, а также основу, заложенную Аидой, чтобы люди боялись «Щ.И.Т.а» и нелюдей. Уидон заявил: «Общественное восприятие „Щ.И.Т.а“ находится на рекордно низком уровне, поэтому мы ещё не решили эту проблему, и последствия этого будут ещё больше». Выходя за рамки реальности Скелета, установленной в конце четвёртого сезона, Танчароен сказала, что эмоциональное воздействие от опыта персонажей будет «чем-то, что резонирует в течение всего сезона», особенно для Фитца и Мака. На вопрос, будет ли этот сезон разбит на модули, как четвёртый сезон, исполнительный продюсер Джеффри Белл сказал: «Людям тяжело удерживаться за 22-эпизодную сюжетную арку. Разделяя их на более мелкие арки или различные модули, вводя набор антагонистов в истории и убирая их, или перемещаясь с места на место, наш опыт показывает, что это то, что нравится зрителям, и это немного облегчает переваривание, когда вы рассказываете некоторые из этих историй». Однако Уидон отметил, что это будет зависеть от того, как будет транслироваться сезон, и как будет разделена история. Сезон в конечном счёте был разделён на два модуля сюжетных арок, причём каждый модуль имел различные акценты, но в целом весь сезон имеет арку, «которая принесёт свои плоды». Сценаристы сезона приступили к работе в конце мая 2017 года.

#### Первый модуль
Производственная команда неофициально называла первый модуль сезона «„Щ.И.Т.“ в космосе». Ещё до премьеры сезона исполнительный продюсер Морисса Танчароен сказала, что «каждый год мы перезагружаем сериал, и в этом году мы определённо знали, что это будет самая большая перезагрузка на сегодняшний день [с персонажами, отправляющимися в космос]. Просто творчески по всем направлениям для всех, работа художника, всё это, наши съёмочные площадки, вы увидите капитальный ремонт». По поводу перехода в космос Уидон прокомментировал: «Прошлый год был о том, чтобы разорвать всех на части. Мы потратили на это много времени... Так что нашей целью в этом году было... объединение [этой] семьи в напряжённой ситуации, [которая] в конечном итоге вызовет внутреннюю драму, неизбежно... мы провели с ними много лет, давайте отправим их в самое безумное приключение на американских горках, какое только можно придумать». Главные герои в конце концов возвращаются домой в свой временной период.

#### Второй модуль
Второй модуль включает в себя 100-й эпизод сериала, который Уидон и Танчароен описали как «меняющий игру», который «встряхнёт» остальную часть модуля в эмоциональном плане, до такой степени, что «после него ничего не будет прежним». Белл добавил, что в эпизоде присутствует «устройство, которое вырастает из нашей текущей сюжетной линии и сюжета, который позволяет нам оглянуться назад и задуматься о том, откуда мы пришли, перевернуть пару карт, которые взволнуют людей, а затем также отпраздновать шоу и людей в нём». Джеф Лоуб также чувствовал, что эпизод «заканчивает некоторые истории, о которых, возможно, [зрители] даже и не знали, что мы их не раскрыли». В эпизоде фигурирует свадьба Фитца и Симмонс, которая, по словам Танчароен, была включена потому, что «давно пора. После 100 эпизодов им нужно было пожениться». Также была раскрыта сделка Колсона с Призрачным гонщиком, которая заключалась в том, что сыворотка Крии, оживившая его после смерти, должна быть сожжена, в результате чего его рана в груди начнёт медленно убивать его. Уидон сказал, что Колсон «смирился с этим. Это то, с чем ему действительно пришлось смириться давным-давно, когда он обнаруживал Проект Т.А.И.Т.И. и всё, что с ним сделали. Я не думаю, что он хочет снова проходить через всё это. Он готов к тому, что природа возьмёт своё... он, кажется, настолько смирился с этим, насколько это возможно, учитывая, что он так много сделал в мире, который думает, что он мёртв».
В конце февраля 2018 года сценаристы планировали окончание модуля, а также планировали, чтобы финальный эпизод мог быть одновременно финалом и сезона, и сериала, но при этом, чтобы были некоторые элементы, которые могут быть скорректированы в зависимости от того, будет ли сериал продлён на шестой сезон или нет. Уидон добавил: «Мы готовы, если это конец. Мы определённо собираемся его сделать стоящий в любом случае». Сезон заканчивается тем, что агентам приходится сделать выбор между жизнью Колсона или спасением мира, что было «тем, куда мы всегда шли», когда шоураннеры планировали сезон. Убив Фитца в «Конце», но раскрыв, что ещё один всё ещё находится в космосе, путешествующий в будущее, Белл отметил, что это помогло решить «одну проблему с временной петлёй, которая у нас была». Уидон объяснил, что при принятии решения о том, когда вернуть персонажей в настоящее время, обсуждалось, чтобы они вернулись в закусочную, где их забрали, но Фитц всё ещё будет там, поэтому группа была возвращена после того, как ушёл Фитц, чтобы избежать этой проблемы, которая «стала этой великой возможностью. То, что мы поняли — это вещь, которая странным образом окажет наибольшее воздействие, одна из самых болезненных вещей, которую вы можете испытать, может быть потом испытана, а затем не возвращено, но может быть обнаружена лазейка».
Шоураннеры говорили о том, чтобы не включать бонусную сцену в конце «Конца», чтобы намекнуть на то, что будет дальше. Танчароен сказала: «Мы чувствовали, что это должно было закончиться на Таити. Отказаться от этого было бы не правильно». Белл добавил: «Речь также идёт, в эмоциональном плане, о двух старших членах команды, которые в некотором смысле удалились на Таити, и там они наблюдают, как будущее „Щ.И.Т.а“ улетает в новое приключение... Это было похоже на хороший, лаконичный финал». Путешествие Колсона всегда должно было закончиться на Таити, что, как раскрыли шоураннеры, было решено с самого начала сериала. Уидон объяснил: «Мы думали, что это был прекрасный образ... Это одна из тех вещей, о которых вы не слишком задумываетесь. Мы ухватились за это и сказали: „Это будет здорово“. Для него это эмоциональная вещь. Мы даже слышали от Майка Питерсона, что это было то, чего он всегда хотел. Наша большая загадка в первом эпизоде была: „Никогда не был на Таити“. Он не знает, и он никак не может знать. И вот он здесь, обретает какой-то покой на этом берегу. Мы любим этот образ, и мы стояли на этом всю дорогу».

### Кастинг
Члены основного актёрского состава Кларк Грегг, Минг-На Вен, Хлоя Беннет, Иэн Де Кэскер, Элизабет Хенстридж и Генри Симмонс вновь исполнили свои роли из предыдущих сезонов, а именно Фил Колсон, Мелинда Мэй, Дейзи Джонсон / Дрожь, Лео Фитц, Джемма Симмонс и Альфонсо «Мак» Маккензи, соответственно. Перед New York Comic-Con 2017 стало известно, что Наталия Кордова-Бакли, у которой была повторяющаяся роль Елены «Йо-Йо» Родригес в предыдущих двух сезонах, была повышена до основного состава. Де Кэскер также исполняет роль «Доктора», версию Фитца из реальности Скелета.
В сентябре 2017 года было объявлено, что бывший член основного состава Ник Блад вернётся, чтобы вновь исполнить роль Лэнса Хантера. Блад покинул сериал в течение третьего сезона, чтобы сняться в спин-оффе сериала, «Особо опасные», который так и не был реализован. В октябре 2017 года Эдрианн Палики, которая исполняла роль Бобби Морс, и которая также ушла в третьем сезоне, чтобы играть в «Особо опасных» с Бладом, выразила заинтересованность в возвращении в качестве приглашённой звезды в этом сезоне, сказав, что она «обязательно вернётся», если её попросят. Также из более ранних эпизодов сериала возвращаются Джоэл Стоффер в роли Инока и Лола Глодини в роли Полли Хинтон. Также появляется дочь Полли, Робин, роль которой исполняют несколько актрис: Лекси Колкер появляется в роли 7-летней Робин, Ава Колкер в роли 12-летней Робин и Уиллоу Хейл в роли взрослой Робин, когда она уже известна как Ясновидица.
Эдриан Пасдар вновь исполняет роль Гленна Тэлбота, а также становится злодеем Гравитоном в сезоне. И это несмотря на то, что сериал представил Франклина Холла (в исполнении Иэна Харта) в первом сезоне, который становится этим злодеем в комиксах. Вдобавок также вернулись Брайан Патрик Уэйд в роли Карла Крила, Дж. Огаст Ричардс в роли Майка Питерсона / Детлока, Спенсер Трит Кларк в роли Вернера фон Штрукера, Зак Макгоуэн в роли Антона Иванова / Главного, Рид Даймонд в роли Дэниела Уайтхолла и Ракель Гарднер в роли Карлы Тэлбот, наряду с Брианой Венскус и Максимилианом Осински в ролях агентов «Щ.И.Т.» Пайпер и Дэвис. Рут Негга и Дэвид Конрад вновь исполняют роли Рейны и Иэна Куинна во флэшбеке, действие которого происходит во время событий финала первого сезона, «Начало конца». Персонажи Лэш и Улей возвращаются из предыдущих сезонов для 100-го эпизода сериала. Также появляются более молодые версии Джаспера Ситуэлла и Вольфганга фон Штрукера, роли которых исполняют Адам Фейзон и Джои Дефор, соответственно. Роли более взрослых версий персонажей исполняли соответственно Максимилиано Эрнандес (в фильмах КВМ и первом сезоне сериала) и Томас Кречман (в фильмах КВМ).
В августе 2017 года Джефф Уорд повторяющуюся роль, которой, как позже стало известно в октябре, является роль Дика Шоу. Уорд изначально получил роль Вёрджила, персонажа, который умирает в первом эпизоде. Во время читки сценария эпизода, основной актёрский состав чувствовал, что Уорд «успешно справился» с ролью Вёрджила, и они хотели, чтобы он остался в роли Дика, у которого пока ещё не было актёра. Продюсеры обратились к Уорду после читки, чтобы он прослушивался на роль Дика, и он в конечном счёте получил эту роль. Также в октябре появились другие новички: Ив Харлоу в роли Тесс, Кой Стюарт в роли Флинта и Пруитт Тейлор Винс в роли Грилла. В следующем месяце Marvel сообщило, что Дав Кэмерон получила неопределённую роль в сериале, которой, как стало известно в январе 2018 года, является персонаж Руби, дочь генерала Хейл (в исполнении Кэтрин Дент). Среди других повторяющийся гостей сериала присутствуют Доминик Рэйнс в роли Касиуса, Флоранс Февр в роли Синары, Джей Хантер в роли командира Крии, Туниша Хаббард в роли Авы, Шонтэ Салдана в роли Кэндис Ли и Питер Менса в роли Коваса.

### Дизайн
Покинув сериал в течение четвёртого сезона, художник по костюмам Энн Фоули вернулась к первым двум эпизодам пятого сезона, прежде чем передать свои обязанности Уитни Галиц, которая помогала ей в предыдущих нескольких сезонах, и Кристанн Шанелл. Начало «Ориентации» похоже на сцену из «4772 часов», отказавшись от изображения с названием сериала и сделав так, чтобы новый шрифт названия бесшумно появлялся на экране. Последующие эпизоды показывают название сериала с новым шрифтом на фоне различных изображений Земли: эпизоды от «Потраченной жизни» показывают разрушенную будущую Землю; эпизоды от «Принципии» до «Комплекса дьявола» показывают Землю из настоящего времени; в то время как эпизоды от «Проснись и пой» до «Все дороги ведут...» показывают Землю, которая начинает трескаться.

### Съёмки
Съёмки сезона начались 20 июля 2017 года. В мае 2017 года Грегг выразил заинтересованность в том, чтобы снять один эпизод в сезоне, и в сентябре этого же года он подтвердил, что он снимет один эпизод, которым стал шестой эпизод сезона, «Развлечения и игры». Грегг чувствовал, что идея режиссуры была «пугающей», поскольку ему нужно будет делать «пять недель двойного дежурства», ему нужно будет играть в дополнение к различным аспектам режиссуры эпизода. Он связался с другими режиссёрами «Щ.И.Т.а», Кевином Танчароеном, Билли Гирхартом и Джесси Бочко, чтобы получить советы по съёмкам сериала. Беннет чувствовала, что Грегг был в состоянии добиться игры актёрского состава, «которой, возможно, не мог бы добиться любой другой режиссёр, потому что он так хорошо знает этих персонажей». Грегг добавил, что у него была «стенограмма с [другими актёрами] о том, что мы хотим попробовать сделать, как сценарий мог дать нам шанс продвинуть нас на новую территорию. Все они также имеют глубокие и интересные идеи, которые помогли мне». Грегг также получил глубокое понимание некоторых других отделов сериала, с которыми он обычно не сталкивается на регулярной основе, и работы, которую они вносят в каждый эпизод. Сцена свадьбы Фитца и Симмонс в «Реальной сделке» была снята в «очень отдалённом месте» в парке Placerita Canyon State Park. Съёмки сезона завершились 15 апреля 2018 года.

### Связь с КВМ
С точки зрения наличия связей с «Нелюдьми», Уидон чувствовал, что это сомнительно, но отметил: «Мы также хотим, чтобы была большая награда для людей, которые смотрят все [сериалы КВМ], поэтому они начнут видеть, что есть линии, соединяющие их. Это большое удовольствие для людей, которые играют всю игру, но если вы этого не делаете, у вас всё равно будет отличная поездка на американских горках». В ноябре 2017 года Уидон сказал, что этот сезон не переместил бы персонажей в космос, если бы последние фильмы КВМ, такие как «Стражи Галактики. Часть 2» и «Тор: Рагнарёк», не исследовали бы эту часть КВМ, но это останется «тематической связью». Он объяснил, что они отошли от явных связей с фильмами КВМ, которые сериал использовал в предыдущих сезонах, потому что «у нас своя мифология. Это стало гораздо интереснее для нас и, надеюсь, для зрителей... Никто не хочет приходить на наше шоу, чтобы посмотреть ещё одно шоу». В марте 2018 года Уидон добавил, что предстоящий на тот момент выход фильма «Мстители: Война бесконечности» похожим образом «откроет новую игровую площадку» для изучения сериала.
В этом сезоне присутствуют Крии, инопланетная раса, которая ранее появлялась в первых трёх сезонах и фильме «Стражи Галактики». Также возвращается вымышленный элемент гравитоний, который впервые появился в первом сезоне. Стало известно, что сознание Франклина Холла и Иэна Куинна было поглощено этим элементом, и он в конечном счёте слился с Тэлботом, когда он входит в комнату Перерождения и становится Гравитоном. Последние четыре эпизода сезона разворачиваются во время событий «Войны бесконечности», проходящие в течение одного дня и делающие отсылки к фильму; Уидон заявил, что существует «негласное правило Marvel не обращаться ко времени», но они считали, что события сериала и фильма примерно совпадают. В эпизодах угроза Таноса становится движущей силой арки Тэлбота, когда он планирует присоединиться к Мстителям, чтобы защищать Землю. Белл также говорил о том, чтобы не ссылаться на непосредственно на конец «Войны бесконечности» в «Конце», не показывая ни одного из персонажей, убитых в результате щелчка пальцами Таноса. Он сказал: «Часть того, что произошло, состояла в том, что они изменили дату выпуска... мы движемся по другому графику, чем они, и вдруг внезапно всё произошло на неделю раньше, и поэтому нам пришлось внести некоторые коррективы, и вот так мы закончили нашу историю». Уидон продолжил: «Другая вещь заключается в том, что есть определённые сюжетные моменты, которые таковы — у нас действительно не было бы никакой возможности решить эту проблему и сохранить наше шоу в неприкосновенности. Учитывая, что скоро выйдет ещё один фильм, и там будут постоянные последствия их вселенной, так что мы чувствовали, что безопасной игрой для нашей истории, и для целостности нашей вселенной, было то, что мы должны были действовать за пределами этого». Уидон также добавил: «Одна из вещей, которую мы пытались сделать, заключалась в том, что даже если мы просто намекаем на кроссовер, наша концепция состояла в том, чтобы создать мотивацию для нашего злодея, для нашего антагониста — используя события „Войны бесконечности“ и используя большую битву КВМ, чтобы как бы информировать мотивацию [Тэлбота] стать тем, кем он становится. Это была наша главная связь, попытка управлять нашим собственным антагонистом. Мы чувствовали, что это был хороший способ справиться с этим, но сохранить вещи в нашем мире в нашей истории».

## Маркетинг
Весь основной актёрский состав появился на New York Comic Con 7 октября 2017 года, где они продвигали сезон и показали первые 20 минут первого эпизода сезона. Сокращённая версия отснятого материала была выпущена ABC и Marvel 26 ноября 2017 года перед премьерой сезона, которая состоялась позже на этой неделе. Marvel выпустило три круглых стола в поддержку сериала, достигшего 100 эпизодов. Первый стол, где ведущим был Пэттон Освальт, который исполнял роли Кёнигов в сериале, был выпущен 8 марта 2018 года с женщинами из сериала. Во втором, который был выпущен 9 марта, был представлен весь актёрский состав, в то время как третий дебютировал 12 марта с исполнительными продюсерами. Все премьеры прошли на Marvel.com, и в то же время они были доступны на платформах социальных сетей Marvel и сериала, а также на YouTube-канале Marvel. Исполнительные продюсеры, члены основного актёрского состава, за исключением Грегга, и Уорд появились на WonderCon 24 марта 2018 года, чтобы продвигать оставшуюся часть сезона и отвечать на вопросы фанатов. Также был показан клип из конца «Проснись и пой».

### «Дорога к 100»
В декабре 2017 года Marvel анонсировало художественную программу «Агенты „Щ.И.Т.“: Дорога к 100», посвящённую тому, что сериал достиг 100 эпизодов. В программе представлены пять постеров, по одному на каждый из сезонов сериала, представляющих «ключевые поворотные моменты каждого сезона». Искусство также появилось в виде различных обложек для избранных названий, опубликованных Marvel Comics в марте 2018 года. Меган Томас Брэднер, вице-президент отдела по производству и разработке на Marvel Television, назвала достижение 100 эпизодов «настоящим подвигом... и это было достаточно необычно, чтобы поделиться с фанатами, которые привели нас сюда. Работая с некоторыми из наших любимых художников комиксов, мы чувствовали, что мы можем показать большое разнообразие значимых моментов и персонажей, которые помогли нам дойти до 100». Она добавила, что программа «увековечивает память этих создателей, актёров, персонажей и сотни удивительных историй».
Первый постер, посвящённый первому сезону, был создан Дейлом Киоуном. На постере присутствует четыре изображения, демонстрирующие момент, когда Колсон и Грант Уорд подошли к Скай в её фургоне из «Пилота»; момент, когда Колсон узнал, что он выжил в битве за Нью-Йорк из программы Т.А.И.Т.И. и наркотика из наполовину расчленённого трупа инопланетянина Крии; момент, когда Уорд оказывается агентом Гидры, убив Викторию Хэнд; и момент, когда Фитц даёт Симмонс последний оставшийся кислородный баллон и заявляет о своей любви к ней в финале первого сезона. Второй постер, посвящённый второму сезону, был создан Дэниелом Акунья. Сцены, изображённые на нём, показывают Колсона, рисующего карту Нелюдей на стене; Дейзи, выходящую из своего Терригенезиса; команду «Щ.И.Т.а», Бобби Морс и Лэнса Хантера и логотип «настоящего „Щ.И.Т.а“»; и Мэй, укачивающую тело покойной Кати Беляковой. Третий постер, посвящённый третьему сезону, был создан Ником Брэдшоу. На постере изображены команда «Щ.И.Т.а» и Улей, а также логотип Гидры, ломающий логотип Щ.И.Т.а, и его щупальцы, покрывающие большую часть постера. Особо выделены такие моменты, как Фитц и Симмонс после того, как её вытащили из портала на Мавет; как Колсон убивает Уорда на Мавете; и формирование Секретных воинов. Четвёртый постер, посвящённый четвёртому сезону, был создан Раззой. В нём присутствует введение Призрачного гонщика, Жизнеспособных моделей человека (ЖСМ) и реальность Скелета; Джеффри Мейс, жертвующий собой в Скелете; и поцелуй Колсона с ЖСМ Мэй. Пятый и финальный постер, посвящённый пятому сезону, был создан Стоунхаусом. По обе стороны постера находятся Касиус и Синара, а в центре находятся команда «Щ.И.Т.а» и Дик перед разрушенной Землёй из будущего, а также Фитц, воссоединившийся с Симмонс.

## Выпуск

### Трансляция
Пятый сезон начал выходить в эфир в США на канале ABC 1 декабря 2017 года, начавшись после того, как «Нелюди» завершили трансляцию своих эпизодов. Он должен идти в течение 22 эпизодов, с коротким перерывом, чтобы в эфир могли выйти Зимние Олимпийские игры 2018 года между эпизодами «Прошлая жизнь» и «Все удобства дома». Показ сезона завершился 18 мая 2018 года.
Пятый сезон переместился в пятничный таймслот, наряду с седьмым сезоном «Однажды в сказке»; по этому поводу шеф ABC Ченнинг Данги объяснила: «Мы превратили пятницу в более подходящее место для наших фанатов фэнтези и научной фантастики. „Однажды в сказке“ и „Щ.И.Т.“ впервые выходят в эфир в один и тот же вечер, что даёт многим фанатам обоих шоу то, о чём они давно просили». Энди Кубиц, исполнительный вице-президент по планированию и распределению программ на ABC, добавил, что ABC было «уверено, что основная аудитория [„Ш.И.Т.а“]... отправится с ним» в новый пятничный таймслот. Он продолжил: «Самое замечательное в пятничном вечере для этих шоу — это то, что он даёт три дня простоя для многих из этих молодых зрителей, чтобы они могли наверстать упущенное. У вас есть субботний и воскресный просмотр, который можно будет засчитать в наш C3, чтобы помочь нам монетизировать это».

### Домашние носители
Показ сезона на Netflix начался в США 17 июня 2018 года.

## Реакция

### Рейтинги
| №   | Название                   | Дата показа     | Рейтинг (18—49) | Зрителей (миллионов) | DVR (18—49) | Зрителей DVR (миллионов) | Всего (18—49) | Всего зрителей (миллионов) |
| --- | -------------------------- | --------------- | --------------- | -------------------- | ----------- | ------------------------ | ------------- | -------------------------- |
| 1/2 | «Ориентация»               | 1 декабря 2017  | 0,7/3           | 2,54                 | 0,6         | 1,72                     | 1,3           | 4,27                       |
| 3   | «Потраченная жизнь»        | 8 декабря 2017  | 0,5/2           | 1,93                 | 0,7         | 1,68                     | 1,2           | 3,61                       |
| 4   | «Заработанная жизнь»       | 15 декабря 2017 | 0,5/2           | 1,84                 | N/A         | N/A                      | N/A           | N/A                        |
| 5   | «Перемотка»                | 22 декабря 2017 | 0,6/3           | 2,40                 | N/A         | N/A                      | N/A           | N/A                        |
| 6   | «Развлечения и игры»       | 5 января 2018   | 0,7/3           | 2,49                 | 0,7         | N/A                      | 1,4           | N/A                        |
| 7   | «Вместе или никак»         | 12 января 2018  | 0,6/3           | 2,31                 | 0,7         | 1,75                     | 1,3           | 4,07                       |
| 8   | «Последний день»           | 19 января 2018  | 0,6/3           | 2,41                 | 0,8         | 1,82                     | 1,4           | 4,23                       |
| 9   | «Лучшие планы»             | 26 января 2018  | 0,6/3           | 2,27                 | 0,6         | 1,72                     | 1,2           | 4,00                       |
| 10  | «Прошлая жизнь»            | 2 февраля 2018  | 0,6/3           | 2,22                 | 0,6         | 1,74                     | 1,2           | 3,96                       |
| 11  | «Все удобства дома»        | 2 марта 2018    | 0,5/2           | 1,90                 | 0,7         | 1,68                     | 1,2           | 3,58                       |
| 12  | «Реальная сделка»          | 9 марта 2018    | 0,5/2           | 2,04                 | 0,7         | 1,72                     | 1,2           | 3,78                       |
| 13  | «Приципия»                 | 16 марта 2018   | 0,5/2           | 2,07                 | 0,6         | 1,58                     | 1,1           | 3,65                       |
| 14  | «Комплекс дьявола»         | 23 марта 2018   | 0,5/2           | 2,07                 | 0,7         | 1,63                     | 1,2           | 3,70                       |
| 15  | «Проснись и пой»           | 30 марта 2018   | 0,5/2           | 1,88                 | 0,6         | 1,61                     | 1,1           | 3,49                       |
| 16  | «Внутренние голоса»        | 6 апреля 2018   | 0,6/3           | 2,08                 | 0,6         | 1,59                     | 1,2           | 3,67                       |
| 17  | «Проснись и пой»           | 13 апреля 2018  | 0,5/2           | 1,82                 | 0,4         | 1,29                     | 0,9           | 3,10                       |
| 18  | «Все дороги ведут...»      | 20 апреля 2018  | 0,4/2           | 1,67                 | 0,6         | 1,49                     | 1,0           | 3,16                       |
| 19  | «Второй вариант»           | 27 апреля 2018  | 0,4/2           | 1,68                 | 0,6         | 1,49                     | 1,0           | 3,17                       |
| 20  | «Тот, кто спасёт нас всех» | 4 мая 2018      | 0,4/2           | 1,65                 | 0,6         | 1,47                     | 1,0           | 3,12                       |
| 21  | «Сила гравитации»          | 11 мая 2018     | 0,5/2           | 1,94                 | 0,6         | 1,49                     | 1,1           | 3,43                       |
| 22  | «Конец»                    | 18 мая 2018     | 0,5/2           | 1,88                 | 0,6         | 1,46                     | 1,1           | 3,34                       |

Сезон в среднем собрал 3,57 миллиона зрителей за эпизод, в том числе от DVR, что ставит его на 133-е место среди сетевых сериалов в телевизионном сезоне 2017—18 годов. Он также имел средний рейтинг 1,1 среди взрослых в возрасте от 18 до 49 лет, что ставит его на 97-е место.

### Реакция критиков
На сайте Rotten Tomatoes сезон имеет рейтинг 100%, со средней оценкой 7,89/10, на основе 23 отзывов. Консенсус сайта гласит: «„Агенты «Щ.И.Т.»“ пускает в ход тяжёлую артиллерию из масштабного повествования и диких поворотов, которые поднимают пятый сезон из насыщенной КВМ в своё собственное пространство».
Делая обзоры для премьерных эпизодов, Меррилл Барр из «Forbes» чувствовал, что перемещение сериала в космос было не перезагрузкой, а «продолжением, в какой-то форме, истории, созданной в конце предыдущего сезона. Шоу ничем не отличается. Команда всё ещё пытается спасти мир. Они просто делают это в другом месте и по-новому. В целом, есть много интересного в том, что делает „Щ.И.Т.“ в новом сезоне. Это сумасшедшая поездка, ради которой фанаты будут в восторге, что остались на борту. Период „Агентов Гидры“ [в конце четвёртого сезона] был немного слабым. Период в космосе пока доказывает, что он совсем не слабый». Джон Негрони из «We Got This Covered» похвалил шоу за его восхитительные сюжетные повороты, а также за то, что он не полагается на то, что уже работало, добавив, что «это свидетельство продолжающихся экспериментов шоу, что мы можем наблюдать, как эти персонажи попадают в космос, и верить, что это далеко от их последнего рубежа». Однако он чувствовал, что было «мало места для пафоса и семян для развития персонажей», и что «мы почти ничего не знаем, где эти персонажи находятся эмоционально из-за того, как быстро мы пронеслись через финал». Алекс Маклеви из «The A.V. Club» похвалил переход в космос, сказав, что «если в четвёртом сезоне „Агенты «Щ.И.Т.»“ работал на полную катушку, особенно во время его звёздной арки „Агенты Гидры“ в Скелете, то так выглядит шоу, которое знает, что оно освоило своё повествование, и уверенно расширяет размах своих амбиций».

### Награды
| Год  | Награда                                      | Категория                                                | Номинант                                                                                    | Результат | Прим.   |
| ---- | -------------------------------------------- | -------------------------------------------------------- | ------------------------------------------------------------------------------------------- | --------- | ------- |
| 2018 | Исполнитель недели от TVLine                 | Выступление в «Последнем дне»                            | Минг-На Вен                                                                                 | Номинация | [ 126 ] |
| 2018 | Общество специалистов по визуальным эффектам | Выдающиеся визуальные эффекты в фотореалистичном эпизоде | Марк Колпак, Сабрина Арнольд, Дэвид Рей, Кевин Юилль, Гэри Д'Амико за «Ориентацию, Часть 1» | Номинация | [ 127 ] |
| 2018 | Сатурн                                       | Лучший супергеройский телесериал                         | «Агенты „Ш.И.Т.“»                                                                           | Номинация | [ 128 ] |

### Основные ссылки
- Marvel's Agents of S.H.I.E.L.D. Season 5 Episode Guide. TV Guide. Дата обращения: 21 июля 2017.
- Shows A-Z – Marvel's Agents of S.H.I.E.L.D. on ABC. The Futon Critic. Дата обращения: 21 июля 2017.